# Зумсой (тайп)
Зумсойцы (в литературе встречаются вариации: Зумсоевцы, Зумсовцовы, Дзумсойцы, Дзумсы); самоназвание: Зу(м)сой — один из основных чеченских тайпов (т. н. этногруппа), представители которого чаще всего рассматриваются, как автономное общество, не входящее в тукхум. На определённых этапах входили в различные территориальные группы в пределах Аргунского ущелья. Считался одним из политически активных тайпов. Объединён в кровнородственный союз с обществами Тумсой и Чантий.

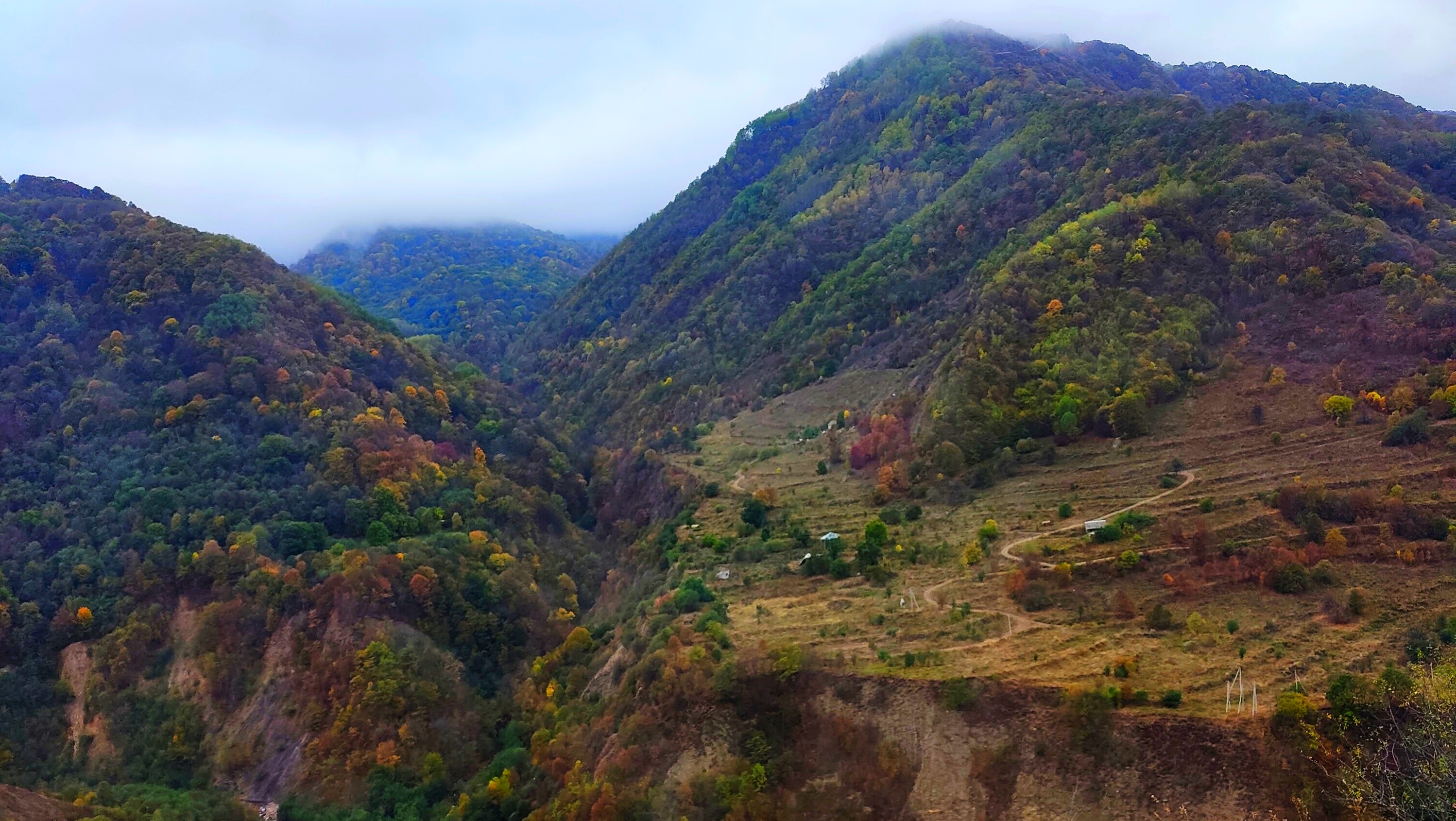
В звене горы Зумс-Лам. Пик 2463 метра

Тайп имеет родовую гору Зумс-Лам в Итум-Калинском районе Чеченской Республики. В черте также находится множество вершин: Селин-Лам, Ленаш-Корта, Це-Корта и другие.

## Название

### Этимология
Эндоним Зумсой (в ед. ч. — Зумсо, Зусо ['Зу: са]) разделяется на две составные части, от чечен. Зу — ёж, колючий и Сой, Са — окончание обозначающее людей, человека либо знание. Ёж — тотемное животное, в чеченском фольклоре считается священным и носителем мудрости. Этнограф С-М. Хасиев отмечает, что некоторые тайпы носят ритуально-кастовые названия.

### Варианты этнонима в литературе
| №   | Название   | Автор                   | Дата |
| --- | ---------- | ----------------------- | ---- |
| 1.  | Зумсовцовы | Митька Протопопов       | 1651 |
| 2.  | Зумсой     | Лев Энгельгардт         | 1829 |
| 3.  | Зунсо      | Павленко и Кузнецов     | 1836 |
| 4.  | Дзумсо     | Мелентий Ольшевский     | 1844 |
| 5.  | Изумсой    | Ипполит Вревский        | 1852 |
| 6.  | Джумсой    | Павел Кемферт           | 1860 |
| 7.  | Зунсы      | Абдурахман Ал-Газикумух | 1865 |
| 8.  | Дзумсы     | Магомед Мамакаев        | 1932 |
| 9.  | Зусой      | Сайпуди Натаев          | 1981 |
| 10. | Зумси      | Руслан Закриев          | 2008 |

## Структура
Как и многие народы на определённом этапе, чеченцы использовали сложную систему названий для существовавших в их среде форм объединений, структура которых состояла из групп разной численности и статуса, тайп по мере своего роста делился на подгруппы и ветви, так называемые фратрии и патронимы (чечен. гара, некъе).
| Список фратрий | Список фратрий       | Список фратрий |
| Название       | Чеченская орфография | Родовые центры |
| -------------- | -------------------- | -------------- |
| Амбасой        | Іамбасой             | Амбаса         |
| Хилдехарой     | Хилдиехьарой         | Хилдеха        |
| Ханкурой       | Хьанкурой            | Ханкура        |
| Доркулхой      | Доркъулкхой          | Доркулчи       |
| Кештерой       | Каьштой              | Кешта          |
| Кумарткалой    | Кхумарткхаллой       | Кумарткала     |
| Гожахехой      | Гожахьехой           | Гожахеха       |
| Гургой         | ГІургІой             | Гургай         |
| Исмаилкалой    | ИсмаІилкхаллой       | Исмаилкала     |
| Олгузой        | Оьлгузой             | Олгузи         |
| Онжохой        | Іонжохой             | Онжоха         |
| Энакалой       | Айнкхаллой           | Энкала         |
| Мехтикалой     | Маьхьткхаллой        | Мехтикала      |
| Мужиарой       | Муьжеарой            | Мужиар         |
| Самголой       | СамгІолой            | Самголчу       |
| Сесаной        | Сесаной              | Сесачу         |
| Селгуной       | СелгІуной            | Селгуне        |
| Селетой        | СелетІой             | Селета         |
| Чайнарой       | Чайнарой             | Чайнара        |
| Чалхой         | Чалхой               | Чалха          |

Патронимы, ведущие свое имя от праотца: Алди-некъе, Борзи-некъе, Песхар-некъе, Маӏаш-Iалат-некъе, Пхьакоч-гара, Пхьачи-некъе, Сардакъ-некъе, Сурум-гара, Іади-некъе, Дади-некъе, Іаьли-гара, Къеди-некъе, Куьри-гара, Чопан-гара, Игач-некъе, Жани-некъе, Тами-некъе, Яскхи-гара и др.

## Этноистория

### Происхождение
Зумсойцы исторически населяли Аргунское ущелье, которую казаки также называли Кашлановским, по-видимому, из-за множества топонимов связанных со словом Каш, Кеш — могила либо Кав, Ке — врата и Ла — чеченское окончание, в документах XIX века нередко упоминается, как «Железные врата», данное ущелье считалось некой пограничной заставой между Кавказом и Закавказьем. Селение их в исторических сводках известно ещё в IX—X веках под наименованием Кешта (поселок Зумсоя). Традиционно считается, что родоначальник изначально обитал в так называемом месте «ГIов тӏехьашка», неподалёку от хутора Къовхе (совр. Галанчожский район), где находятся развалины древнего строения — оттуда, по преданию, переселились три брата: Зумсо, Тумсо и Чанти. Со временем обосновавшись в верховьях Аргуна, нынешних территориях Итум-Калинского и Шатойского районов Чечни.

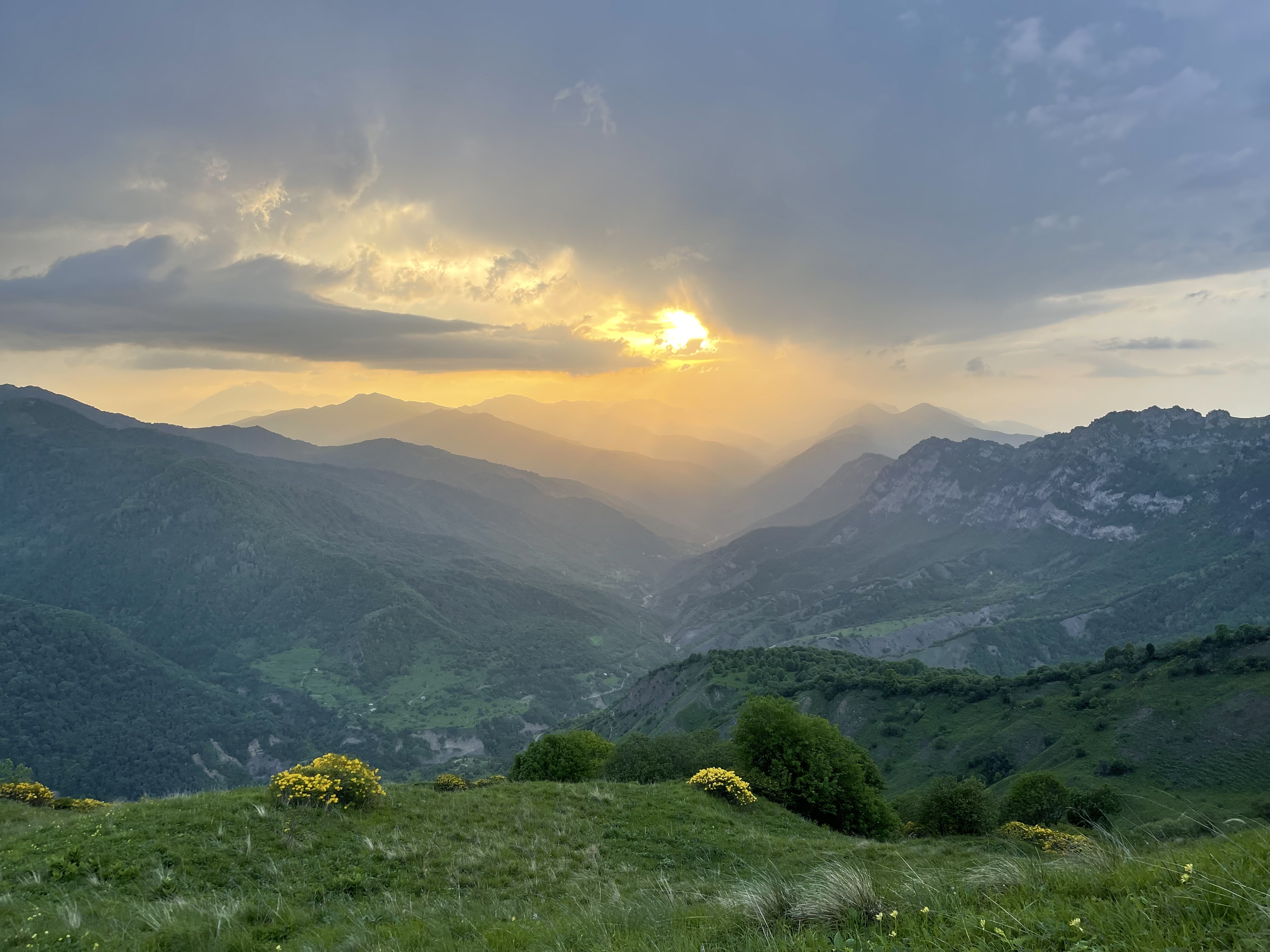
Зумсойское ущелье

#### Альтернативная версия
О происхождении и названии чеченцев в книге «Кавказ с 1841 по 1866 год». Мемуары генерала инфантерии и военного писателя Мелентия Ольшевского:
В горах, не в дальнем расстоянии от настоящего Веденя, жил богатырь Нохчэ, у которого было двенадцать сыновей, таких же крепких и сильных, как он сам. Когда Нохчэ дожил до глубокой старости, то его потомство, состоящее из внуков и правнуков, оказалось столь великим, что, во избежание распрей и неудовольствий, он дал совет своим сыновьям расселиться по горам, и не ближе, как на день пути один от другого. При этом заповедал им не спускаться с гор и беречь свои леса, потому что в тех и других заключалось их согласие и спокойствие. 
Разделившисьсь на двенадцать отдельных семей, сыновья Нохчэ, места своего водворения назвали по своим именам, и с того времени образовались общества, известные нам и поныне: Ичкери, Аух, Чабирли, Шубухи, Шато, Дзумсо, Кисти, Цори, Галаш, Галгай, Джерах и Ангушт.
В чеченской культуре сохранились легенды о родоначальнике Турпале Нохчо. Также часто связывают с прародиной чеченских племен область Нашха.

### Доисламская эпоха

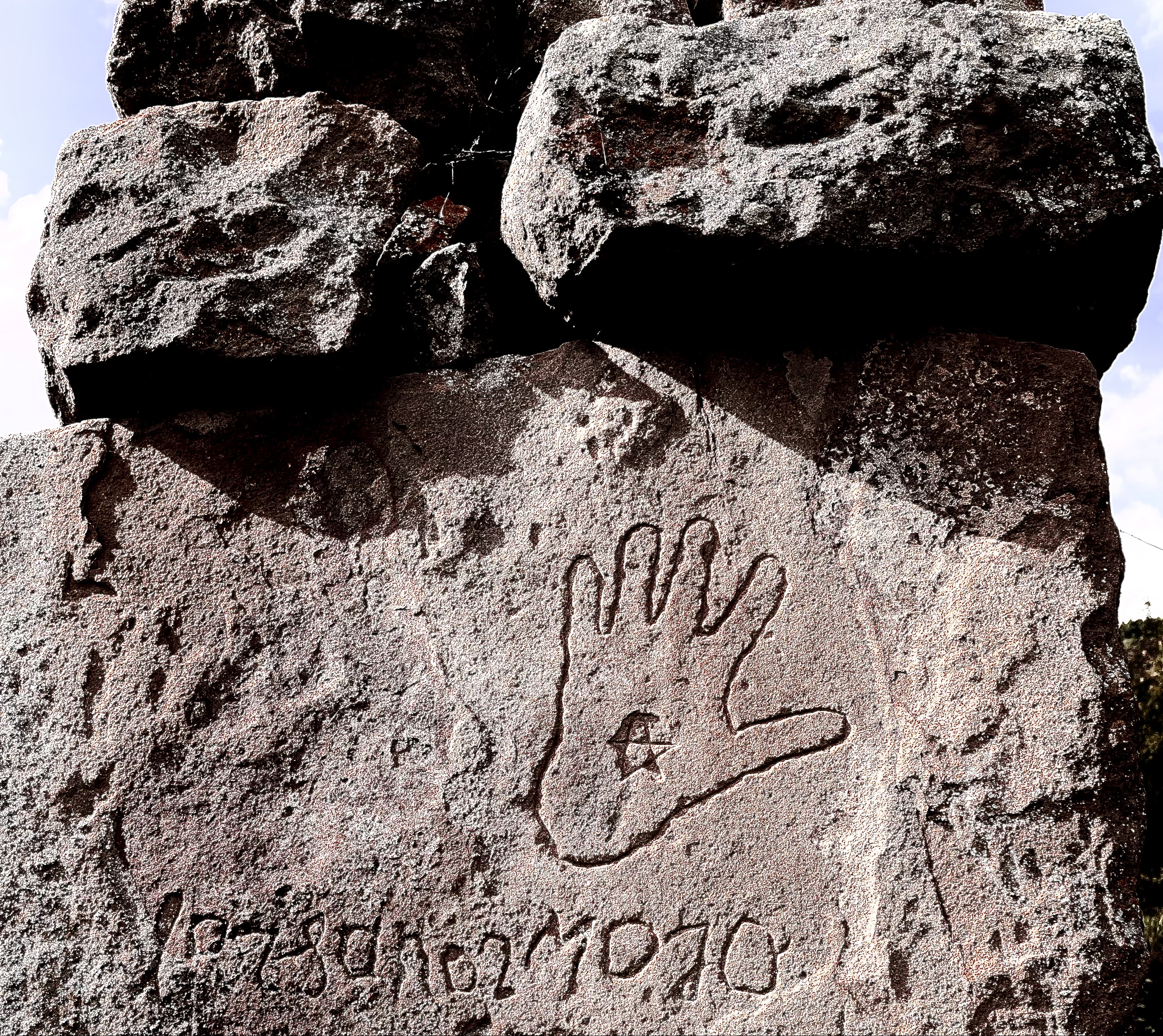
Петрогриф в виде ладони, хутор Мужиар

Историк С. А. Натаев в своем материале о доисламской эпохе и жречестве в Чечне, что заменяло нынешние социальные и юридические функции. В списке тайпов, которые входили в жреческую касту, он отмечает зумсойцев:
Зусой — жрецы-воспитатели в чеченских традиционных школах «Кхетош-кхиор» (букв. «Разумное взращивание») по подготовке юношей с 9-12 до 15 лет к военному делу и к жизни. Параллельно этому Зусой выявляли душевные склонности юношей и закаливали характер.
На полетеизм намекают и множество символов и мест, считавшиеся культовыми. Гора Селин-Лам, урочища Селета и Делиаре, где происходили праздники в честь языческих богов Селы и Дела, хребты Цен-корта и Гелен-корта, от бога Цая и бога солнца Гелы. Инжилан когу — лощина, где стояло святилище, в котором хранился Инжил.

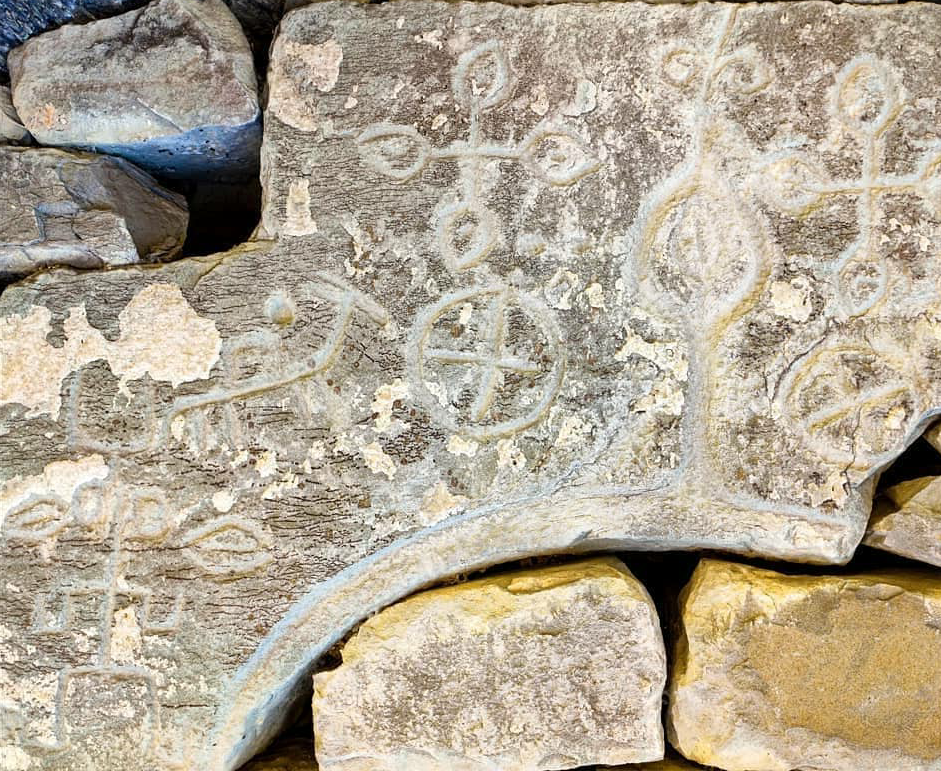
Оставшаяся часть арки. Символы, всадник и языческие солнечные кресты

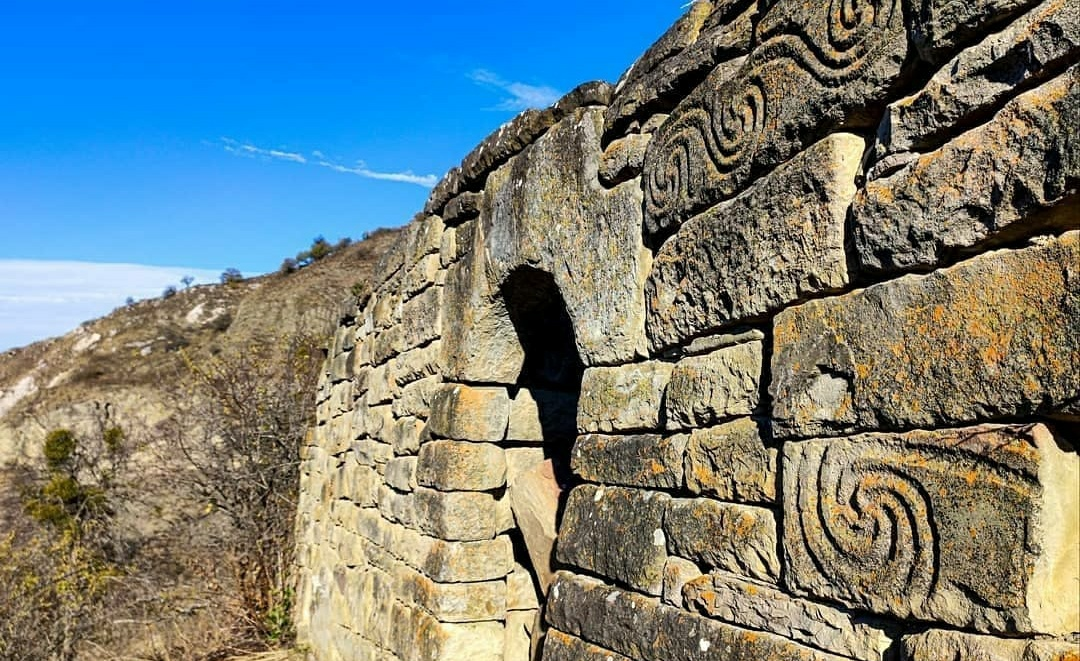
Петроглифы в виде бесконечности, встречающиеся на аланских пряжках и связывающие со Средиземноморьем

### XVII—XX века

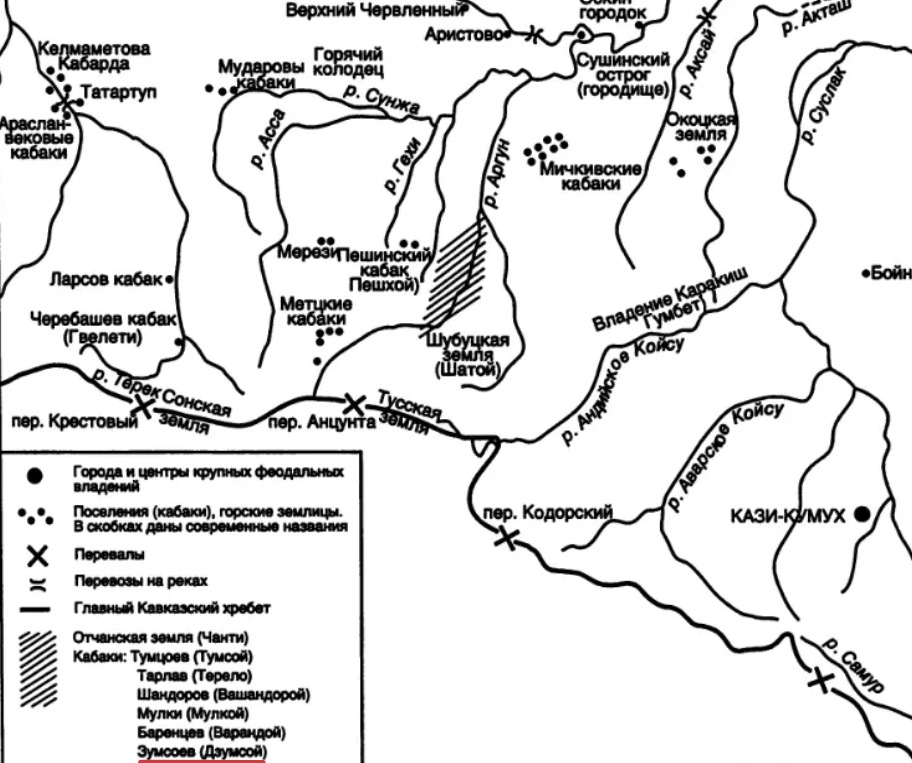
Селение (Кабак) Зумсоев. Землицы Северо-Восточного Кавказа XVII века

Этноним «чеченцы» в русских документах XVI—XVII вв. еще не встречался. Для обозначения этой общности использовались названия «зумсой», «мерезанские люди», «минкизы», «ококи», «тшанские люди».

### Экспедиции на Кавказе
Академик Гамель сообщил Академии Наук на её заседании сведения, почерпнутые им из письма генерала Энгельгардта:
Касательно двухсотлетнего, Императорскою Академию Наук приисканного документа, продолжительные исследования, кажется, дали мне уверенность, что открыто сокровище, которое тогда с Москвы приезжали искать в здешней стране. 
Гора, содержащая в себе руду, находится при реке Аргуне, коею отчасти даже и вымывается, так что руда лежит раскрытая. Главную жилу полагаю в три сажени, и возле оной есть еще другие меньшие. Ныне страна сия, принадлежит небольшому народу, называющемуся Зумсой.

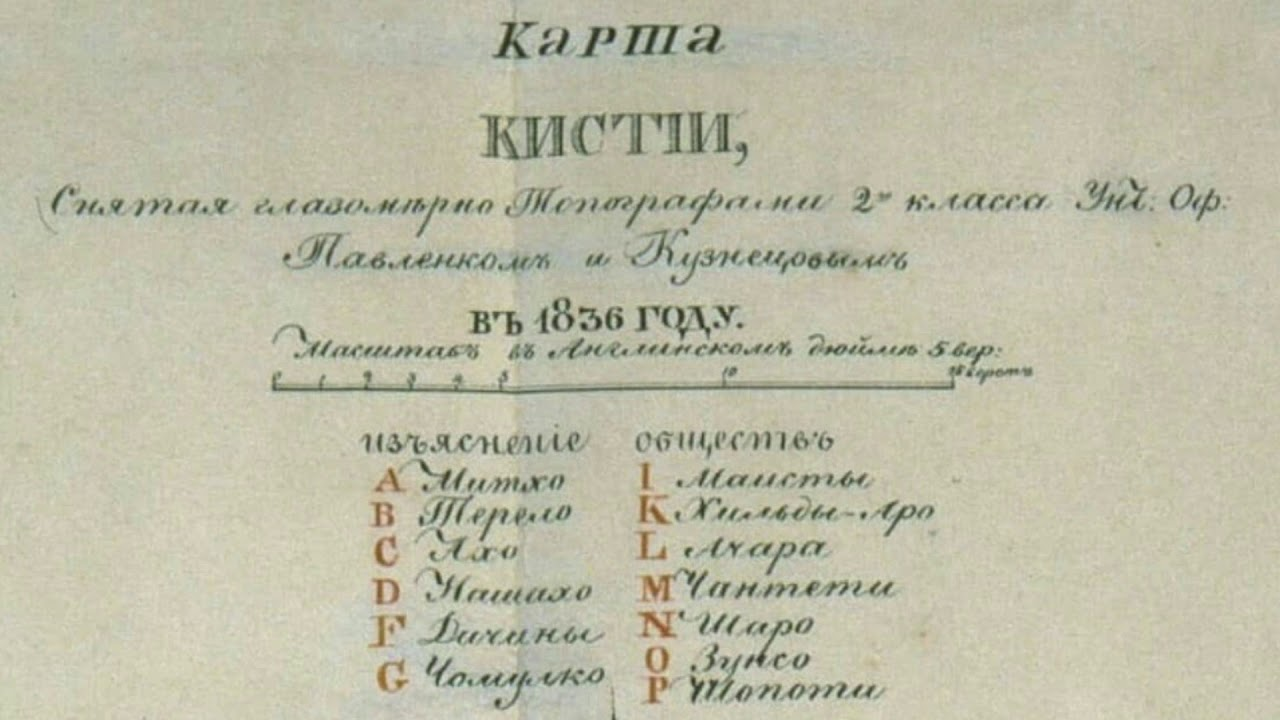
Карта Кистии. 1836 год

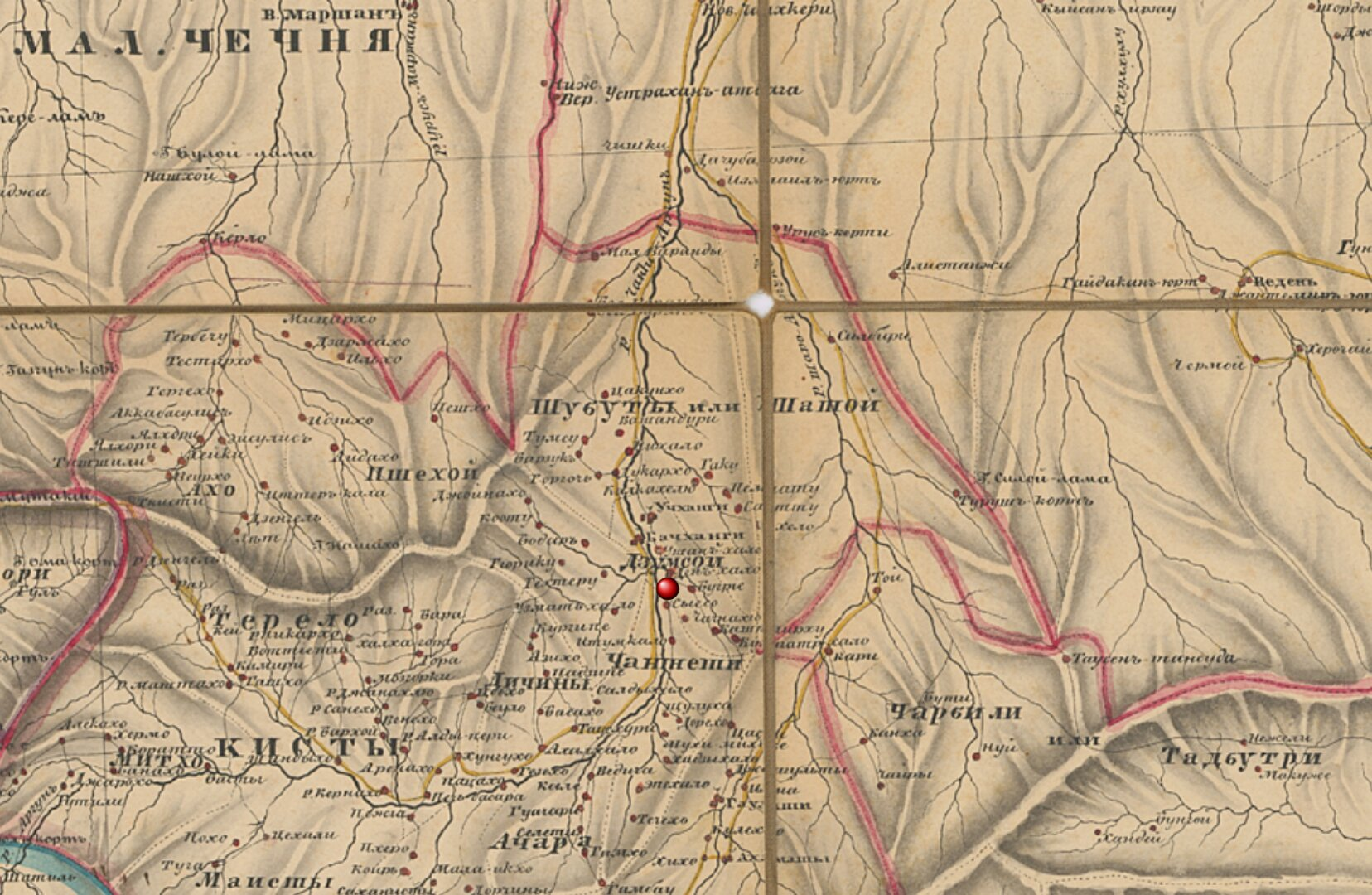
Военно-топографическая карта Кавказского края 1847 года

### Племя Шубутов

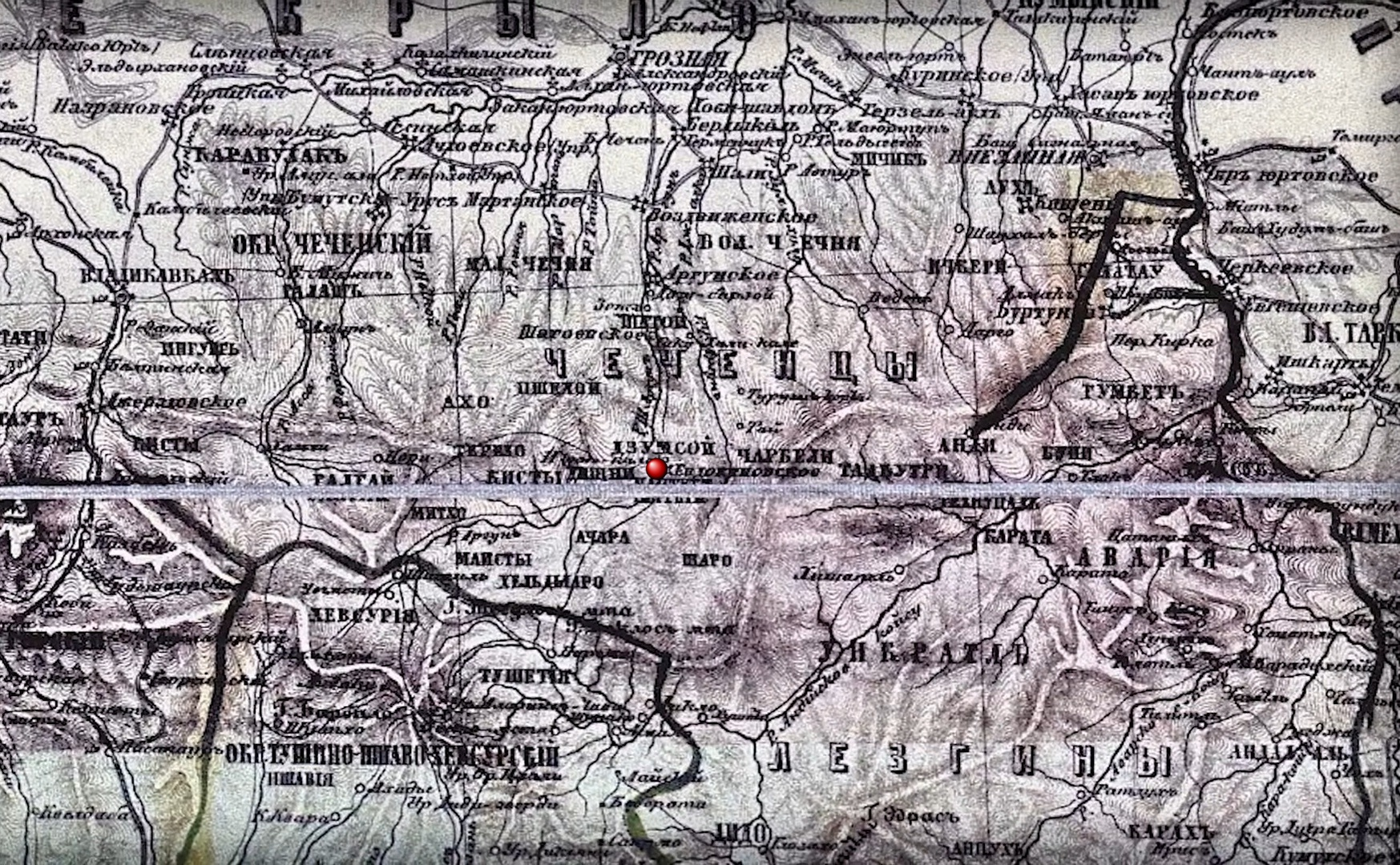
Генеральная карта Кавказа 1858 года

Шубуты или Шаток обитают в долине верхнего течения Аргуна, в числе около 15,000 душ. Состав: Шатоевцы, Чантийцы, Дзумсой и друг. общества.

### Нахское мухаджирство
После Кавказской войны началось массовое переселение горцев. Практически 30 % чеченцев, преимущественно горные общества начали переселяться в Турцию, Иорданию, Сирию, а также выселения с их родных краев на равнину. Коснулось это обществ карабулакских, дышнинских, мулкоевских, харачоевских, чантинских, дзумсоевских и др. Уничтожение мелких хуторов объяснялось тем, что чеченское население жило мелкими хуторами, общая порука законом и все происходящее… оставалось тайной для царской власти.

Такого рода массовые переселения чаще всего совершались в принудительном порядке и не всегда проходили без эксцессов. Так, восстание 1860—1861 гг. в Ичкерийском и Аргунском округах во многом было спровоцировано стремлением Н. И. Евдокимова осуществить крупное перемещение чеченского населения. Селение дзумсойцев было разрушено до основания в 1860 и 1877 годах, а сами сосланы или перемещены. Тем не менее жители снова возвращались и восстанавливали свои хутора. Всего за время царского режима селение Зумсой предавалось огню девять раз.

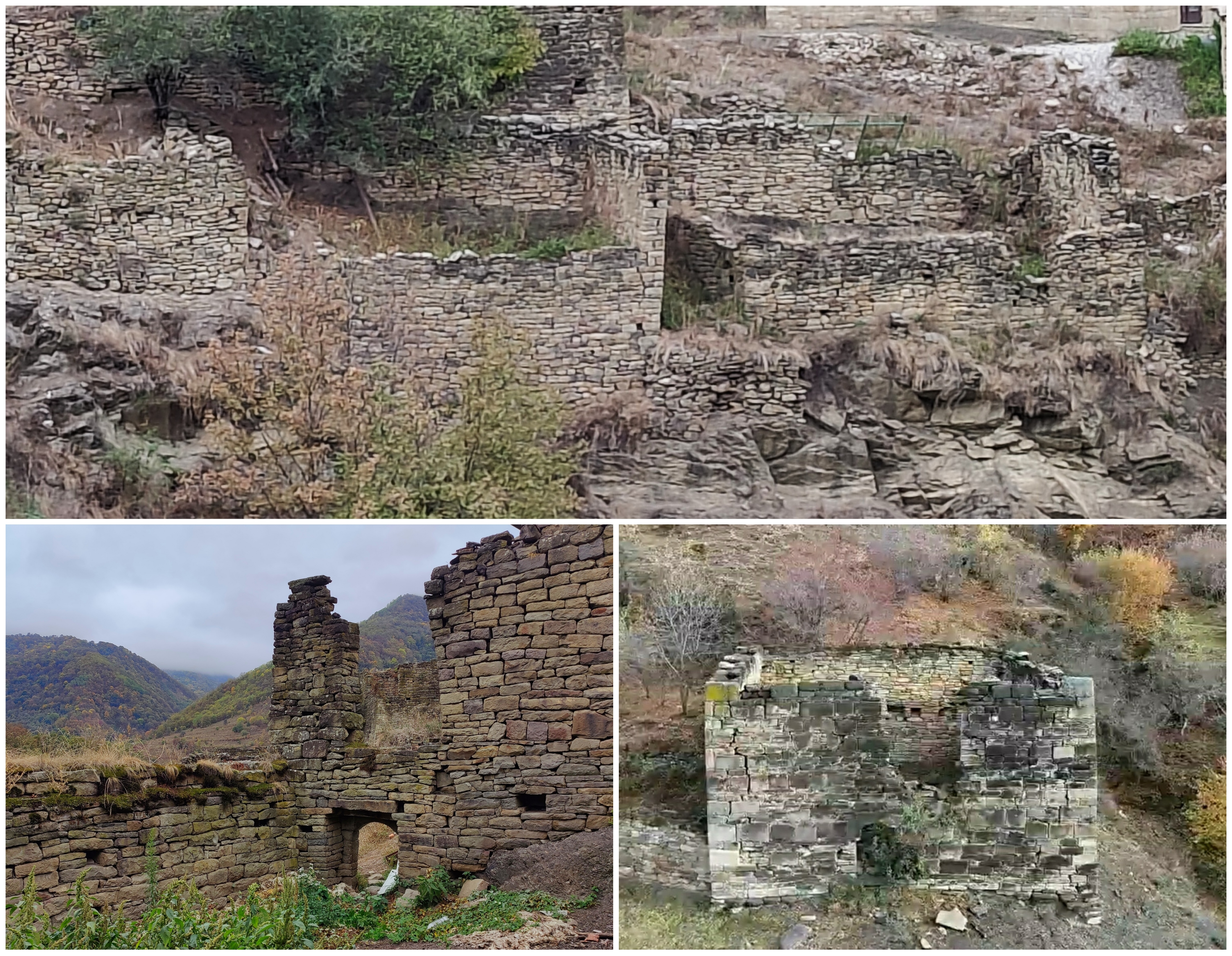
Разрушенные и сожжённые башни

### Депортация и период реабилитации
По различным данным в местах Хайбаха и Зумсоя в феврале 1944 года были убиты и сожжены более 1300 человек, а села стерты. В Зумсое насчитывалось 950 дворов до выселения. До 70 человек не пожелав покидать родной очаг скрылись в лесистых ущельях, большинство погибло от лишений и столкновений с чекистами. После возвращения чеченцев власть запретила зумсойцам селиться в родовом центре общины, отрицая преступления и существование как такового пункта. До начала 70-х годов власти несколько раз устраивали на жителей рейды, аргументируя тем, что зумсойцы укрывали абрека Хасоху Магомадова, но жители снова возвращались в свои дома. В 75-м на непослушных хуторян вновь совершили облаву. Спокойно обосноваться в Зумсое они сумели лишь к развалу СССР.

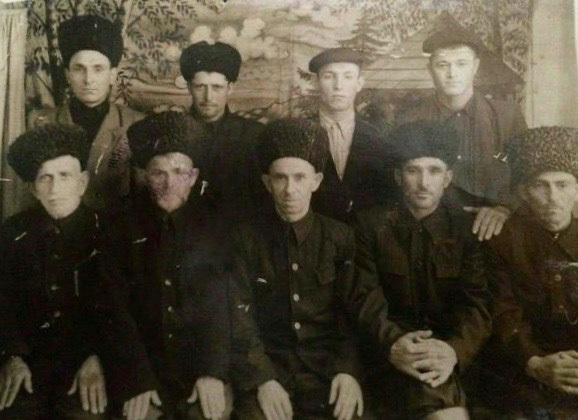
Зумсоевцы в период депортации

## Сражения

### Нашествие Тамерлана. XIV век

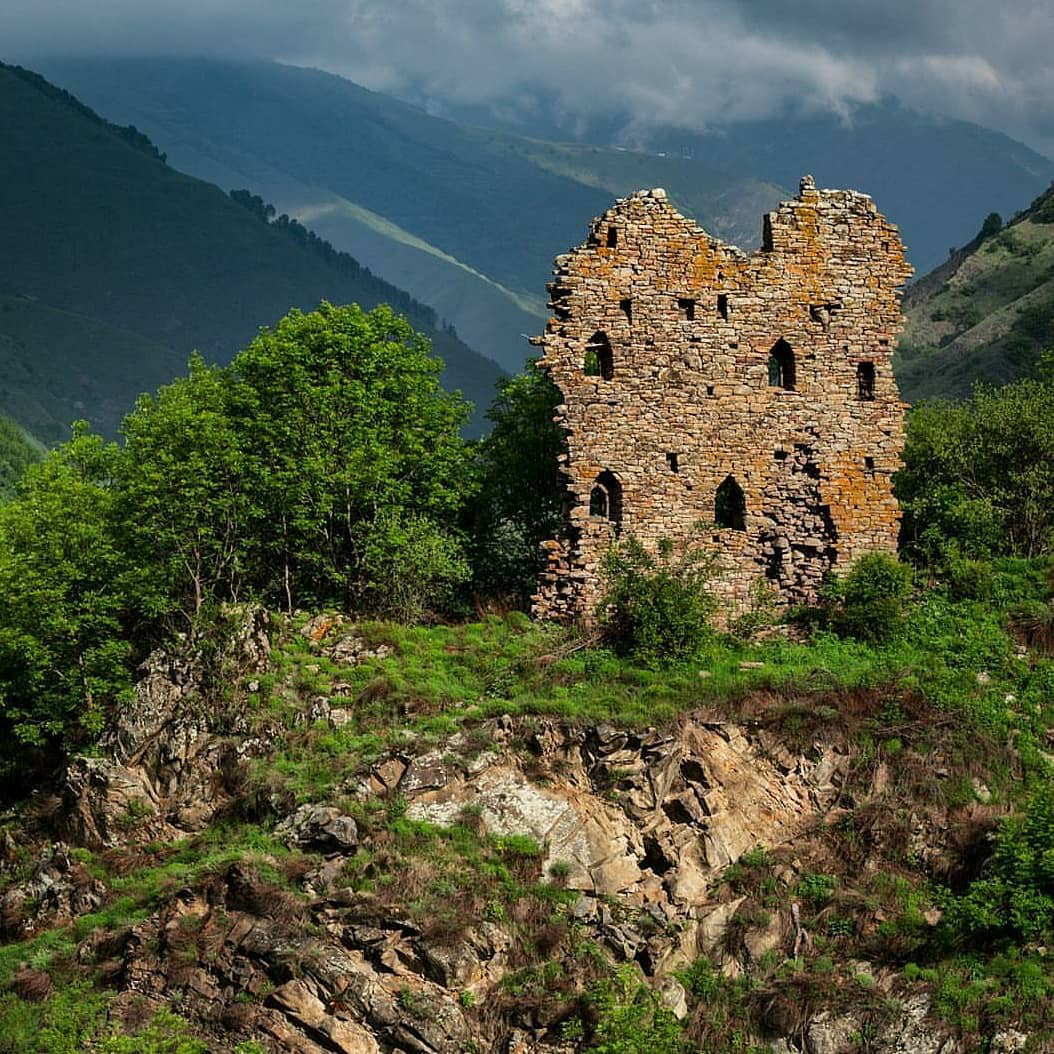
Оставшаяся стена от сооружения, чей возраст датируется XIV—XVI вв и, по поверьям, имел 6 этажей и бойницу. Объект культурного наследия ЧР

Среди чеченцев сохранились предания о героях XIV века. Историки А. Тесаев и А. Ангуни описывают этот период. О том, как Кало, Ирдиг и Маммач встретили тимуровское нашествие в пределах чеченского царства Самим, которое также упоминает Зафар-наме в своих летописях. После того, как Тамерлан взял под контроль Ханкальское ущелье и установил свою ставку на склоне «Лаьнчиг боьра», от прозвища Тимура — Ленг, то есть хромец. Открыв путь на плоскость. Пройдя с боями равнину, Тимур подошел к Аргунскому ущелью.
Сигнальные огни, подожженные жителями низовьев Аргунского ущелья, оповестили чеченцев о приближении врага. Оборону на данном участке возглавил предводитель Кало, сдерживавший войска Тамерлана в районе современного Шатоя. Первым на помощь подоспел отряд из зумсоевского общества под предводительством Ирдига. Тимур миновал территорию современных Шатоя, Нихалоя, Гучан-Кале, так же его войско наводнили Зумсой. В своей хронике Зафар-Наме рассказывает, как Тамерлан лично пошел в горы и возмущенный дерзостью горцев приказал сбросить со скалы тамошних жителей.
Замок незыблемо в мире подлунном,
Словно Атлант, несгибаем, стоит.
«Замок семи храбрецов» ему имя —
Памятник славы Дзумсы боевой.
Если бы не были стены немыми.

Много про век рассказали бы свой.
Я ж, восхищенный искусством высоким
Предков, создавших, могучий, тебя
Нынче пишу эти бледные строки.
Каждый твой камень замшелый любя.
Против тебя были слабы аскеры,
Шаха персидского сталь и свинец.
Не покорил тебя жадный без меры
Царь из царей, сам железный Хромец.
Вот как приветил Дзумса Тамерлана.
Хан, говорят, огрызнулся тотчас
«Ну и колючка, народ этот странный
Добрый Аллах пусть печется о вас!».

### Кавказская война
В период Кавказской войны зумсойцы поддержали идею противостояния Российской экспансией, вступив также в ряды Северо-Кавказского имамата. В 1840 году, когда Шамиль находился у Батуко Шатоевского, по его приглашению в Шатой прибыли два эмира — Мааш Зумсоевский и Чупалав Ачининский. Они явились с конными отрядами из своих округов — отмечает Имаммухаммад Гигатлинский. Далее он пишет:

«Но зато явились они к имаму вместе с кавалеристами… сидящие на прекрасных скакунах, которые время от времени вставали на дыбы, удивляли зумсоевцы и очининцы людей, взиравших на них, своей великолепной одеждой, сшитой из лёгких тканей, и своим оружием, покрытым сверкающим серебром.
Имам Шамиль, когда увидел прибывших к нему этих зумсоевцев и очининцев, вышел к ним. Шамиль вышел к ним тогда с почтением, прославляя и благодаря названных выше гордых эмиров, Мааша и Чупалава, за то, что вошли они в ряды его последователей, чтобы помогать исламской религии.
Тут имам Шамиль первым делом назначил Чупалава наибом в округ, именуемый Ачинни. Затем был назначен наибом Мааш Зумсоевский — в округ именуемый Зумсой и Чинахой».
Мааш также подарил Шамилю своего коня, отдав его вместе с седлом и уздечкой. Пробыл наибом лишь год и внес большой вклад в дело объединения различных чеченских обществ под единым предводительством и государством.

#### Сражение в малой Чечне. 1852 год

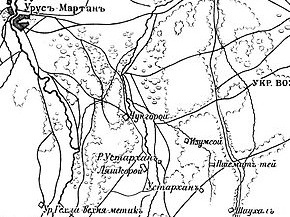
Сёла у Рошни и Гойты Малой Чечни. 1852 г

Отряд Барятинского присоединившись к генерал-майору Вревскому с Эриванским карабинернским полком выступили военной экспедицией в Малую Чечню, в ущелья речек Рошни и Гойты, к селениям Чингурой, Изумсой и Шаухал. Атаман Круковский, с казаками отделившись от Барятинского, выехал на рекогносцировку аула Шаухал и был убит; казаки отступили. Вревский достигнув Рошни и пройдя густой лес, оставил на опушке батальон полка Кн. Чернышева и саперов, овладев поляной, они зажгли запасы зерна, сена и ближайшие хутора, когда те еще спали; при отступлении отряда чеченцы бросились в кинжалы, бой продолжался несколько часов до выхода отряда из леса, потеряв в общем 150 человек в боях у Чингуроя, Изумсоя и Шаухала.

### Восстание в Чечне. 1860—1861 годы
После падения Имамата в 1859 году, некоторые не смирившиеся ушли в горы и продолжали партизанскую борьбу, главные из которых бывшие наибы и командиры: Байсангур Беноевский, Ума Дуев и Атабай Атаев. В июне 1860 года Ума Дуев и Атабай Атаев возмутили аргунское общество Дзумсой, волнение начало переходить все западнее. Генерал А. А. Баженов с тремя колоннами предпринял движение в Дзумсой. В ноябре восстание приобрело второе дыхание и распространилось уже на весь Аргунский округ, ядром восставших было дзумсоевское общество, отсюда чеченцы делали частые нападения на укрепления и царские войска. В течение нескольких месяцев с переменным успехом продолжался бунт. Полковник Г. Е. Туманов истребил большую часть домов дзумсоевцев.
Баженов соединил терлоевские общества проживавших в верховьях реки Аргуна в три аула, та же участь постигла и мулкоевское общество. Полковник Черняев провел аналогичные действия в дишнеевском и харачоевском обществах. Чантинцев генерал-майор П. И. Кемпферт переправил в ближайшие окрестности у укрепления Евдокимовского. Представители общества Дзумсой не пожелали вернуться к мирной жизни и скрылись в лесных массивах ущелья Лориах. Последнее сражение Ума Дуева произошло у Андийского хребта. Ума отправится в ссылку, однако, по многочисленным просьбам зумсойцев, возвратится через 4 года. Ко всему прочему, областная администрация возьмет в заложники его семилетнего сына Даду, отправив в Россию. В Дзумсой было совершено несколько походов за время восстания.

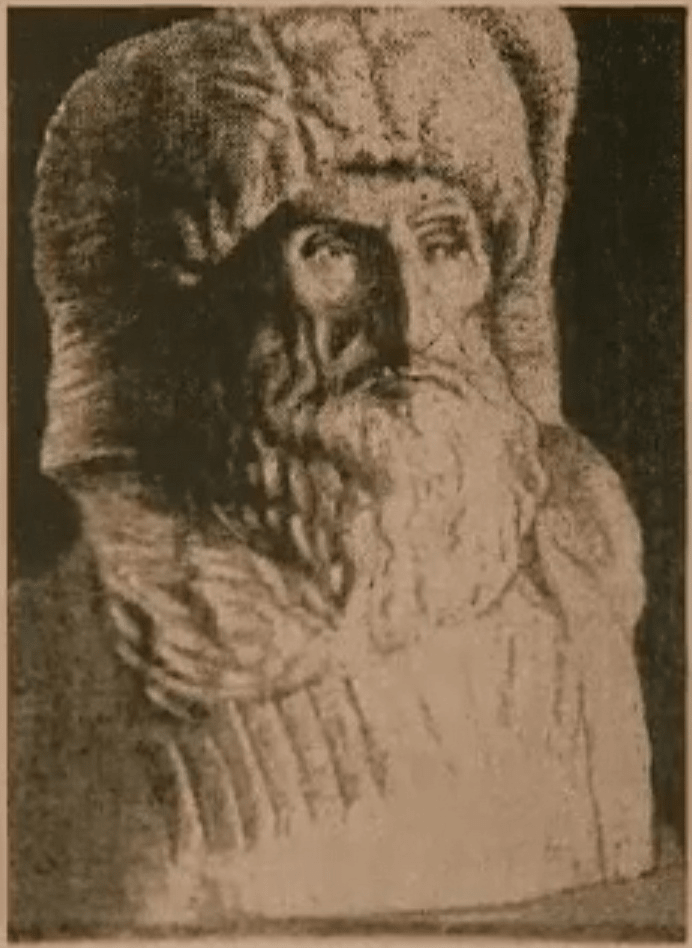
Скульптура Ума Дуева XIX века

3 декабря отряд втянулся в ущелье. Мы начали подыматься в гору, опушенную редким лесом; на земле было разброшено множество патронов — следы последнего боя князя Туманова в дзумсоевском лесу. Неизбежный шорох уже торчал на дороге, передавали приказания генерала; тульская рота полезла занимать боковую цепь; орудия двинулись прямо по полого-спускавшейся тропе. Впереди раздавались редкие выстрелы, густо! Дым валил снизу, потому что дзумсойцы сами зажгли свои сакли.

### Восстание в Чечне и Дагестане. 1877—1878 годов
В 1877 году Алибек-Хаджи возглавил в Чечне восстание. 70-летний Ума-Хаджи Дуев появляется среди повстанцев в Чеберлое, после подавления бунта, Ума-Хаджи поднимает восстание в другом месте — в Дзумсое. Партия Ума-Хаджи начала вести перестрелку с милицией поручика Сервианова, через день, не сумев сдержать натиск Умы, был вынужден просить помощи у окружного начальника. Подполковник Лохвицкий выступил в Дзумсой с 6 ротами пехоты, 100 казаками, охотниками и артиллерией. Со стороны Хали-Кале зашли отряды поручика Степагова. Ума сумел отбиться, однако был ранен.
С Ума-Хаджи находились его старшие сыновья Тутакай и Беци, младший же Дада был среди офицеров, которого отправили к Уме, дабы уговорить его сложить оружие, но затем и Дада перешёл на сторону повстанцев. Командирами повстанцев стали так же еще два зумсойца — Ших-Мирза Ших-Алиев и Иба. Восстание продолжилось в Дагестане. Ума-Хаджи участвует в боях у Гагатли, Гоготль и Агвали. В конце повстанцы укрылись в крепости селения Согратль. Во время штурма крепости был сильно ранен в плечо Ума-Хаджи, а также его сын Тутакай, который впоследствии погибнет. После повторного штурма согратлинские старшины схватили и выдали русским своих предводителей. Руководители восстания были приговорены к смертной казни, в том числе Ума Дуев с сыном Дадой. Ших Мирза Ших-Алиев был осуждён на бессрочную каторгу.

Фотография, сделанная в крепости Грозная после приговора, зачитанного военно-полевым судом в декабре 1877 года. Ума находится в середине второго ряда, справа от него Алибек

Ума показал себя настоящим царем – владыкой во время боев, человеком столь надежным для участников газавата, словно он – самый настоящий замок; личностью, обладающей твердой рукой в сражениях и войнах.

### Гражданская война
Член правительства независимого Кавказского Эмирата шейх Джаватхан Муртазалиев из Зумсоя активно боролся с белогвардейцами во время гражданской войны в России, однако после воцарения советской власти, убедившись в лживости обещаний большевиков предоставить независимость малым народам, начал антисоветскую политику. Вдохновлял повстанцев и непосредственно участвовал в восстаниях 1920—1921 годов, где восстание поддержал также другой зумсоевец — Атаби Шамилев с 1200 мюридами. Джаватхан участвовал в восстаниях 23, 29 годов, непосредственно готовил восстания и руководил повстанческим движением в горной Чечне и части Ингушетии в 30-х и 40-х, где в эпицентре событий не раз оказывалось зумсоевское общество.

### Восстание в Чечне. 1924—1925
На правом берегу реки Чанты-Аргуна, на высоте 2500 метров, на живописном горном плато приютился славный аул Зумсой, который считается родиной наиболее влиятельных и известных своим мужеством и ратными делами узденей во всей Чечне. Там, на высокой неприступной скале, находилась старинная боевая башня. В этой башне и нашел последнее прибежище шейх Нажмудин.
Нажмудин Гоцинский из Дагестана скрывался со своей семьей от чекистов в Зумсое, заручившись поддержкой Атаби Шамилева и его тайпа. Жители Зумсоя заверили, что они никогда и ни при каких обстоятельствах не позволят захватить советским властям гостя. B июле месяце 1924 года для его поимки был направлен кавалерийский отряд войск ОГПУ. Окружив Зумсой, жителям был предъявлен ультиматум о безоговорочной выдаче Гоцинского и его окружения. B то же время и сам отряд был окружен партизанами. Нажмудин вмешавшись предотвратил уничтожение большевиков, дав им уйти. Позже в Зумсое состоялась встреча с британским майором Вильямсом для оказания поддержки восстанию.
Зумсоевское общество входит в сферу влияния Гоцинского и Атаби Шамилева здесь скрывающихся. Настроение крайне враждебное к соввласти. Общество количественно одно из сильнейших в районе, прекрасно вооружено.РГВА. 1924 год
В 1925 году, когда в Чеченской АО началась операция по разоружению, в ряде аулов горной Чечни население оказало вооруженное сопротивление. Зумсойцы считались центром антисоветского движения. Чтобы приобрести оружие и боеприпасы для обороны аула, они продали весь свой скот. После артобстрела и авиаударов Зумсоя, на штурм пошли стрелковые и кавалерийские части, генерал Апанасенко требовал выдачи Гоцинского, но получил отказ, тогда бомбардировка продолжилась. Когда отряд все же сумел войти в село, то там уже отсутствовали Гоцинский и Шамилев. Сотни зумсойцев были арестованы, судимы как «контрреволюционеры». Частью расстреляны, многие пополнили соловецкие и потемские концлагеря ОГПУ.

## Расселение
Проживают в таких районах Чечни, как Грозненский, Урус-Мартановский, Ачхой-Мартановский, Итум-Калинский, Серноводский, Веденский, Шалинский, Наурский, Шелковской, Шатойский. Конкретнее в населённых пунктах: Зумсой, Грозный, Гехи, Самашки, Шаами-Юрт, Алхан-Юрт, Пригородное, Элиханово, Рошни-Чу, Цоци-Юрт, Мартан-Чу, Закан-Юрт, Танги-Чу, Ассиновская, Мекенская, Ищёрская, Николаевская, Новый Шарой, Калиновская, Махкеты, Алхан-Кала, Старые Атаги, Сержень-Юрт, Алхазурово, Гой-Чу, Тевзана, Сельментаузен, Обильный, Асланбек-Шерипово, Шаро-Аргун, Ачхой-Мартан, Дачу-Борзой, Гойты, Дуба-Юрт и др.

В микротопонимах сел Валерик и Шаами-Юрт А. Сулейманов упоминает урочище «Зумсойн-Аре», т.е равнина Зумсойцев или поляна Зумсойцев, в Алхан-Юрте также имеется микротопоним — «Зумсойн-Кешнаш» (рус. Кладбище Зумсойцев). В топонимах Урус-Мартана находится «Зумсойн дукъ» (рус. Зумсойский хребет). Зумсоевская улица в селе Самашки. Зумсоевский округ в Урус-Мартане и переулок в Сержень-Юрте.

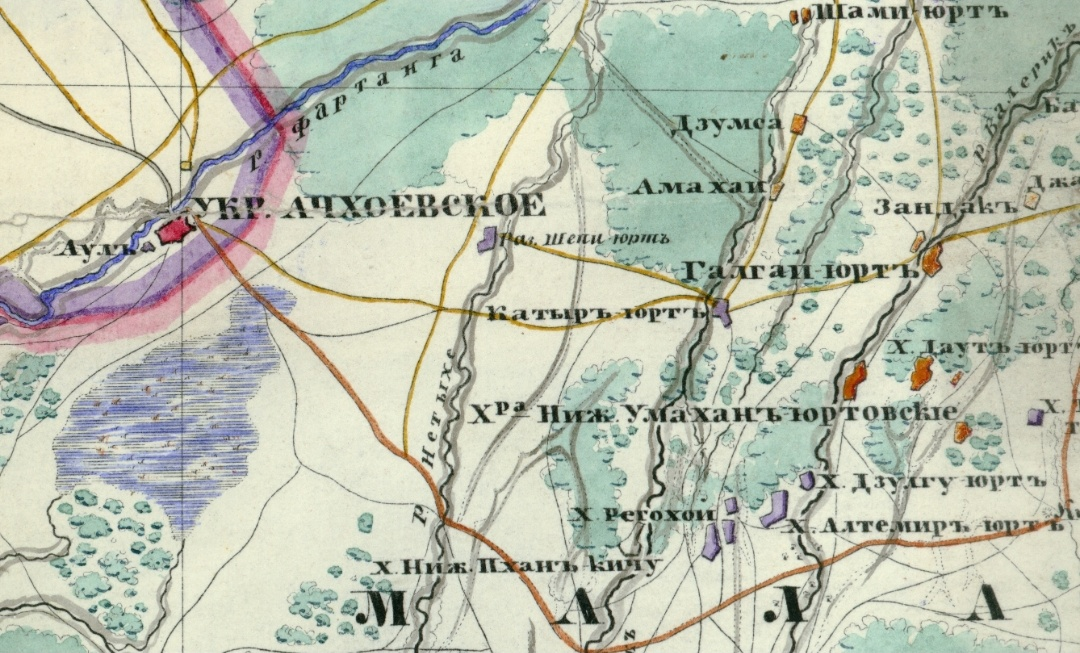
Фрагмент карты малой Чечни 1848 года. Селение Дзумса близ Шаами-юрта